# Икономически и социален съвет на ООН
Икономическият и социален съвет на ООН (ECOSOC, от английски: Economic and Social Council; на френски: Conseil économique et social) е един от основните органи на Организацията на обединените нации. Той подпомага Общото събрание в насърчаването на международното икономическо и социално сътрудничество и развитие. В съвета членуват 54 държави, избирани от Общото събрание с тригодишен мандат. Провеждат се две редовни сесии в годината.
Икономическият и социален съвет представлява един от шестте най-главни органи на Организацията на обединените нации, отговарящи за координацията икономическите, социалните и свързани с тях дейности от 14 специализирани агенции на ООН.Икономическият и социален съвет има 54 члена, които се събират всеки юли на среща за решаване и дискутиране на въпроси и предложения за период от четири седмици. От 1998 година се провежда среща всеки април месец с министрите на финансите, които заемат ключови позиции в комитетите на Световната банка и Международния валутен фонд. Икономическия и социален съвеет на ООН служи като централен форум за обсъждане и решаване на международни социални и икономически решения, както и за уточняване на политически препоръки, адресирани към държавите членки и системата на ООН.

## Камара
Заседателната зала на Икономическия и социален съвет на ООН е подарък от Швеция. Тя е започната от шведския архитект Свен Маркелиус, който е един от 11 архитекти на международния екип, който проектира централната сграда на ООН.Шведски бор е използван за направата на залите на делегациите, както и за парапети и врати.
Характерна особеност на стаята са открити тръби и канали в тавана, над обществената галерия. Архитектът смята че нищо полезно не трябва да остава открито. „Недовършеният“ таван обикновено се тълкува като символистично напомянане за това, че икономическата и социална работа на ООН никога не завършва; винаги ще има още нещо, което може да се направи, за да се подобрят условията на живот на хората по света.

## Президент
Сегашният президент на Икономическия и социален съвет на ООН е посланикът на Малайзия Датук Хамидон. Президентът се избира за едногодишен мандат измежду малките и средни държави, които са представени в ИСС.

## Членове
Съветът има 54 страни-членки, които се избират от Общото събрание на ООН за припокриване на период от 3 години. Местата в съвета са разпределени на базата на географското представяне на държавите, като 14 са разпределени за африканските държави, 11 за Азия, 6 за европейски държави от Източна Европа, 10 за Латинска Америка и Карибският басейн и 13 за Западна Европа и други държави.
| Африкански държави (14) | Азиатски държави (11) | Източно Европейски държави (6) | Латино Американски и Карибски басейн (10) | Западно Европейски държави (13) |
| ----------------------- | --------------------- | ------------------------------ | ----------------------------------------- | ------------------------------- |
| Камерун                 | Бангладеш             | Беларус                        | Аржентина                                 | Австралия                       |
| Коморос                 | Китай                 | Латвия                         | Бахамски острови                          | Белгия                          |
| Конго                   | Индия                 | България                       | Бразилия                                  | Канада                          |
| Буркина Фасо            | Ирак                  | Руската федерация              | Чили                                      | Финландия                       |
| Египет                  | Япония                | Словакия                       | Гватемала                                 | Франция                         |
| Гана                    | Малайзия              | Украйна                        | Перу                                      | Германия                        |
| Етиопия                 | Монголия              |                                | Куба                                      |                                 |
| Мавриций                |                       |                                | Еквадор                                   | Лихтенщайн                      |
| Либия                   | Филипините            |                                | Уругвай                                   | Малта                           |
| Малави                  | Република Корея       |                                | Венецуела                                 | Норвегия                        |
| Намибия                 | Саудитска Арабия      |                                | Салвадор                                  | Турция                          |
| Сенегал                 |                       |                                |                                           | Великобритания                  |
| Руанда                  |                       |                                |                                           | САЩ                             |
| Лесото                  |                       |                                |                                           |                                 |

## Функциониращи комисии
- Комисия на ООН за социално социално развитие
- Комисия на ООН по правата на човека, разформирана през 2006 г., заменена е с Организация на обединените на по правата на човека, помощен орган на Общото събрание и Комисията по наркотични вещества
- Комисия по превенция на престъпността и наказателното правосъдие
- Комисия за развитие на науката и технолгиите
- Комисия по устойчивото развитие
- Комисия на ООН за статута на жените
- Комисия за населението и развитието
- Статистическа комисия на ООН
- Организация на обединените нации за горите